# Spirit (album d'Earth, Wind and Fire)
Pour les articles homonymes, voir Spirit.
Albums de Earth, Wind & Fire
Gratitude
(1975) All 'n All
(1977)
Singles
1. Getaway
Sortie : 7 juillet 1976
2. Saturday Nite
Sortie : 13 novembre 1976
3. On Your Face
Sortie : 6 avril 1977

Spirit est le septième album studio du groupe américain Earth, Wind and Fire, sorti le 28 septembre 1976 chez Columbia Records.
L'album s'est classé à la deuxième place des classements Billboard Top Soul Albums et Billboard 200. Spirit a également été certifié double disque de platine aux États-Unis par la RIAA.

## Contexte et enregistrement
Le collaborateur de longue date du groupe, Charles Stepney (en), décède au milieu des sessions d'enregistrement. Maurice White se charge de la production de l'album. L'album s'intitule Spirit en hommage à Stepney. Spirit est enregistré au cours de l'année 1976 aux studios Hollywood Sound et Wally Heider à Los Angeles, Westlake Audio à West Hollywood et The Burbank Studios à Burbank,.

## Liste des titres
| 1. | Getaway      | - Peter Cor - Bernard “Beloyd” Taylor             | 3:47 |
| 2. | On Your Face | - Charles Stepney - Maurice White - Philip Bailey | 4:34 |
| 3. | Imagination  | - Stepney - White - Bailey                        | 5:15 |
| 4. | Spirit       | - Larry Dunn - White                              | 3:12 |

| 5. | Saturday Nite      | - Al McKay - White - Bailey | 4:03 |
| 6. | Earth, Wind & Fire | - Skip Scarborough - White  | 4:40 |
| 7. | Departure          | - Dunn - White              | 0:27 |
| 8. | Biyo               | - White - McKay             | 3:37 |
| 9. | Burnin' Bush       | Jerry Peters                | 6:46 |

## Crédits
- Maurice White – chant, batterie, kalimba, timbales
- Philip Bailey – chant, congas, percussion
- Fred White – batterie, percussion
- Verdine White – basse, percussion, chœurs
- Dorothy Ashby – harpe
- Tommy Johnson – tuba
- Larry Dunn, Jerry Peters – piano, claviers
- Ralph Johnson – batterie, percussion
- Harvey Mason – percussion
- Al McKay – guitare, percussion
- Don Myrick – saxophone
- Andrew Woolfolk – saxophone, percussion
- David Duke, Arthur Maebe, Sidney Muldrow, Marilyn Robinson – cor d'harmonie
- George Bohanon, Louis Satterfield, Charles Loper – trombone
- Lew McCreary – trombone basse
- Oscar Brashear, Charles Findley, Michael Harris, Steve Madaio – trompette
- Charles Veal – premier violon
- Asa Drori, Winterton Garvey, Harris Goldman, Carl LaMagna, Joy Lyle, Sandy Seemore, Haim Shtrum, Ken Yerke – violons
- Marilyn Baker, David Campbell, Denyse Buffum, Rollice Dale, James Dunham, Paul Polivnick, Lynn Subotnick, Barbara Thomason – alto
- Ronald Cooper, Marie Fera, Dennis Karmazyn, Harry Shlutz – violoncelle

### Production
- Maurice White et Charles Stepney (en) – production
- Jerry Peters (8-9), Charles Stepney (1-3, 5–7), Tom Tom 84 (4) – arrangements
- Larry Dunn – assistant producteur
- George Massenburg (en) – ingénieur du son

Crédits adaptés du livret de l'album.

## Classements et certifications
| Classement (1976–77)                   | Meilleure position |
| -------------------------------------- | ------------------ |
| Canada (RPM 100 Albums)                | 58                 |
| États-Unis (Billboard 200)             | 2                  |
| États-Unis (Top Soul LPs)              | 2                  |
| Japon (Oricon)                         | 59                 |
| Nouvelle-Zélande (RIANZ)               | 33                 |
| Royaume-Uni (Blues & Soul Soul Albums) | 2                  |

| Classement (1977)         | Position |
| ------------------------- | -------- |
| États-Unis (Top Soul LPs) | 11       |

### Certifications
| Région                                | Certification | Ventes/Streams |
| ------------------------------------- | ------------- | -------------- |
| États-Unis (RIAA)                     | 2 × Platine   | 2 000 000^     |
| ^Mise en rayon selon la certification |               |                |